# Пйотровиці (Сьредський повіт)
Пйотровиці (пол. Piotrowice, нім. Groß Peterwitz) — село в Польщі, у гміні Костомлоти Сьредського повіту Нижньосілезького воєводства.
Населення — 768 осіб (2011).
У 1975-1998 роках село належало до Вроцлавського воєводства.

## Демографія
Демографічна структура станом на 31 березня 2011 року:
|          | Загалом | Допрацездатний вік | Працездатний вік | Постпрацездатний вік |
| -------- | ------- | ------------------ | ---------------- | -------------------- |
| Чоловіки | 406     | 83                 | 292              | 31                   |
| Жінки    | 362     | 65                 | 223              | 74                   |
| Разом    | 768     | 148                | 515              | 105                  |